# Юсуф ибн Ташфин
Юсуф ибн Ташфин (араб. يوسف بن تاشفين‎; ок. 1006 — 2 сентября 1106) — с 1061 года главнокомандующий войсками Альморавидов в Западной Африке. C 1086 года эмир (полный титул амир уль-муслимин) государства Альморавидов.

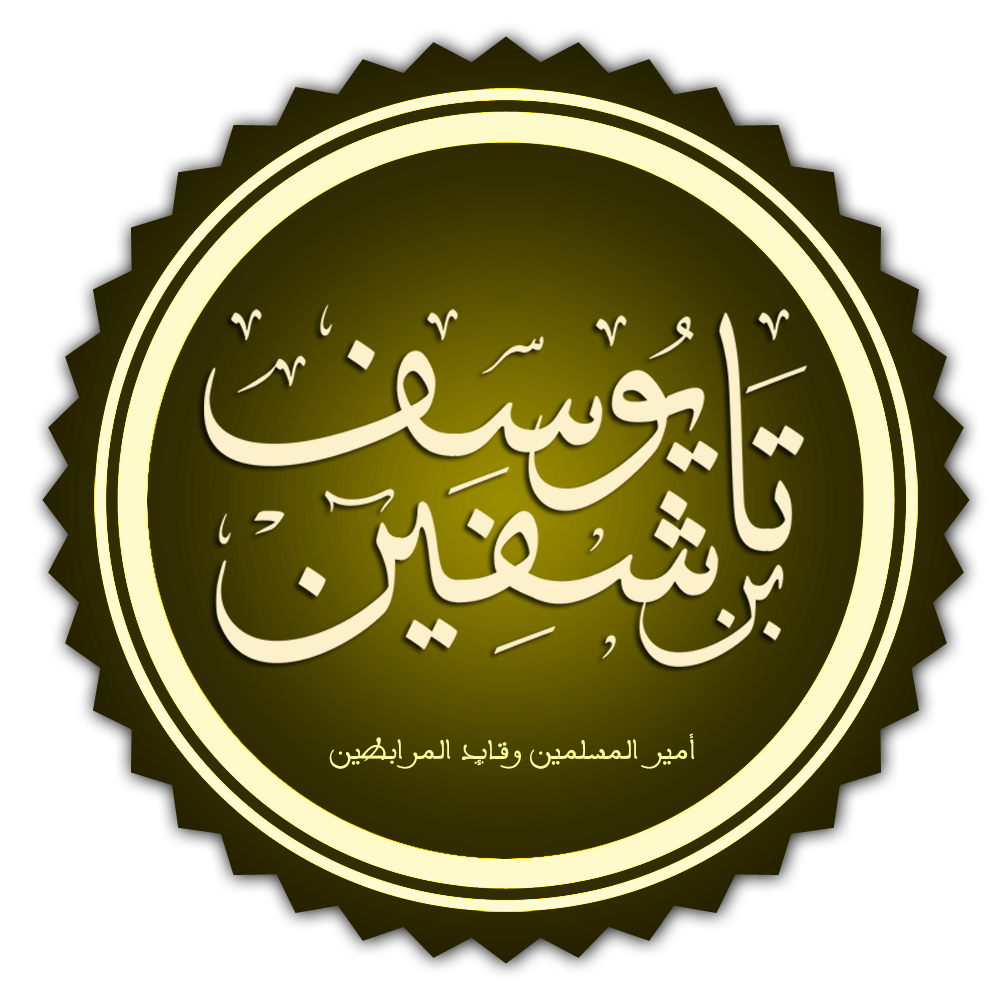

## Биография
Юсуф был племянником лидера Альморавидов Абу Бекра ибн Омара. В 1061 году последний назначил его главнокомандующим войсками Альморавидов в Магрибе.
Юсуф основал город Марракеш (1062 год), ставший его резиденцией, и закончил покорение Магриба. Уже к 1084 году, с падением Тлемсена (1082 год) на востоке и Сеуты (1084 год) на западе, был покорён весь средний Магриб до самого Алжира.
Это позволило Юсуфу по призыву испанских мусульман вторгнуться в Испанию. При поддержке эмиров Севильи, Бадахоса и Гранады в битве при Заллаке (23 октября 1086 года) он разбил войска короля Леона и Кастилии Альфонса VI.
После победы в битве при Заллаке Юсуф принял титул амир уль-муслимин («эмир мусульман»). Полного титула халифов «амир аль-муминин» Альморавиды не приняли, поскольку, будучи правоверными суннитами, признавали хотя бы внешне багдадский халифат Аббасидов.
В соответствии с предварительной договорённостью не лишать испанских эмиров их владений, Юсуф довольствовался лишь одним Альхесирасом, но уже в 1090 году по просьбе эмира Севильи Аль-Мутамида он вмешался в распри испанских мусульман, и захватил Малагу и Гранаду. Столь радикальные действия Юсуфа пришлись не по нраву Мутамиду и другим испанским князьям, и они решили призвать на помощь своих вчерашних врагов-христиан. Такое решение, в свою очередь, вызвало недовольство мусульманского духовенства, которое объявило Мутамида и других князей низложенными, и призвало Юсуфа положить конец господству еретиков и безбожников. Юсуф поручил эту задачу своему полководцу Зиру ибн Абу-Бекру, а сам вернулся в Африку.
После смерти (1087 год) Абу Бекра ибн Омара власти Юсуфа подчинились и племена Альморавидов Сахары и Сенегала. Таким образом, в последнее десятилетие XI века Юсуф властвовал над всей Западной Африкой от Алжира до берегов Сенегала.
Юсуф не дожил до окончательного присоединения Испании: будучи почти столетним стариком, он умер в 1106 году.